# Alisotrichia arcana
Alisotrichia arcana är en nattsländeart som beskrevs av Lazar Botosaneanu 1991. Alisotrichia arcana ingår i släktet Alisotrichia och familjen smånattsländor. Inga underarter finns listade i Catalogue of Life.